# Parpeville

Pasly este o comună în departamentul Aisne din nordul Franței. În 1 ianuarie 2022 avea o populație de 192 de locuitori.